# Рамберто Малатеста
Вижте пояснителната страница за други личности с името Рамберто Малатеста.
Рамберто Малатеста (на италиански: Ramberto Malatesta; † 28 януари 1330) е италиански кондотиер, член на семейство Малатеста.

## Произход
Той е най-малкият син на Джовани „Джанчото“ Малатеста (* ок. 1245, † 1304), политик, кондотиер и подест на Пезаро (1294 – 1304), и на втората му съпруга Дзамбразина Дзамбрази. Има двама братя и две сестри:
- Ренгардуча
- Маргарита
- Малатестино († 1319)
- Гуидо, религиозно лице

Има и една природена сестра от първия брак на баща си.

## Биография
През 1323 г. с Рамберто се свързва неговият братовчед Уберто, гибелин и граф на Джиаджоло, който го кани да участва в заговор за свалянето и елиминирането на чичо им Пандолфо I Малатеста, на страната на гвелфите, господар на Римини и глава на Дом Малатеста. Преструвайки се, че е съгласен, Рамберто предупреждава Пандолфо за заговора. Пандолфо заедно с Ферантино канят Уберто на вечеря и той е убит от самия Рамберто.
Със смъртта на Пандолфо през 1326 г. дисбалансът в семейството Малатеста се влошава. Всъщност Рамберто се стреми към мястото на подест на Римини, както и неговите братовчеди Малатеста III и Ферантино. Но въпреки че спасява живота на Пандолфо, той не получава никакво владение, докато Малатеста получава Пезаро, а Ферантино – Римини. След това той се опитва да покани на вечеря и да арестува роднините си. Планът се проваля, тъй като Малатеста не отговаря на поканата, тъй като е зает в Марке, а Полентезия, съпругата на Малатестино Новело, организира отбраната на Римини. Тогава той кара самия Ферантино да бъде заловен коварно. Малатеста се бие срещу Рамберто, който е принуден да избяга от Римини и да намери убежище в Сантарканджело ди Романя. Двамата се помиряват през януари 1327 г. Но мирът не е спазен, тъй като Рамберто убеждава брат си Гуидо да атакува Римини през юли 1328 г., но е отблъснат от защитниците.
На 28 януари 1330 г. той отива в замъка на Поджо Берни близо до Малатестино Новело, като по това време участва в лов на соколи. Последният, връщайки се от лов, намира Рамберто на колене да го моли за прошка за различните предателства, извършени в миналото. Малатестино отговаря на молбите му, като го убива с меч.